# Piotr Obușnîi
Piotr Kalinikovici Obușnîi (în rusă Пётр Каленникович Обушный) (d. 1937) a fost un politician sovietic, care a îndeplinit funcția de Secretar 2 al Comitetului Regional Moldova al Partidului Comunist din Ucraina.

## Biografie
În anul 1917 a devenit membru al RSDRP (Partidul Social-Democrat Muncitoresc din Rusia, bolșevic). În perioada 23 ianuarie 1934 - 27 mai 1937 a fost membru al Comisiei de Revizie a CC al PC din Ucraina. De asemenea, a îndeplinit și funcția de Secretar 2 al Comitetului Regional Moldova al Partidului Comunist din Ucraina.
A fost arestat și executat prin împușcare în anul 1937.